# 爪先 (オレスカバンドの曲)
「爪先」（つめさき）は、オレスカバンドの3作目のシングル。2007年5月9日にSony Music Associated Records/TERRY DOLLAR RECORD$から発売された。

## 収録曲
全作詞：たえさん　全作曲：いかす　全編曲：オレスカバンド
1. 爪先（3:56）
  - テレビ東京系アニメ『BLEACH』エンディングテーマ（2007年4月11日 - 2007年6月27日放送分）
2. ピノキオ（LIVE＠堺市民会館）（9:20）

## 収録作品
爪先
- オリジナル・アルバム『WAO!!』（2007年5月23日発売）